# Zujka
Zujka (vitryska: Зуйка) är ett vattendrag i Belarus.   Det ligger i voblasten Minsks voblast, i den norra delen av landet, 100 km norr om huvudstaden Minsk.
Omgivningarna runt Zujka är en mosaik av jordbruksmark och naturlig växtlighet. Runt Zujka är det ganska glesbefolkat, med 23 invånare per kvadratkilometer.